# Dainippon Sumitomo Pharma
Sumitomo Dainippon Pharma (大日本住友製薬株式会社, Даиниппон Сумитомо Сэияку Кабусики-Гаися) — японская фармацевтическая компания. Входит в кэйрэцу Sumitomo, основным акционером является Sumitomo Chemical (51,76 % акций).

## История
Компания Dainippon Pharmaceutical Co., Ltd. была основана в 1897 году в Японии химиком и фармакологом Нагаи Нагаёси, но свою деятельность начала в 1885 году с оборудования, импортированного из Германии. Основными продуктами были настойки и другие препараты, перечисленные в японской фармакопее. Среди них был эфедрин, лекарство от астмы, изобретенное Нагаёси. Однако в 1893 году Нагаёси покинул компанию, и бизнес стал убыточным. в 1898 году компания была приобретена Osaka Seiyaku (Osaka Pharmaceutical). В 1908 году эта компания была поглощена Dainippon Pharmaceutical.
В 1963 году был открыт филиал на Тайване.
Компания Sumitomo Pharmaceuticals Co., Ltd. была образована в 1984 году из фармацевтического подразделения Sumitomo Chemical. В 1985 году начал работу завод компании в префектуре Эхимэ. В 1997 году представительства компании открываются в Китае и Великобритании.
1 октября 2005 года Dainippon Pharmaceutical и Sumitomo Pharmaceuticals объединились, образовав Dainippon Sumitomo Pharma.
В 2010 году Sumitomo Dainippon приобрела компанию Sunovion (ранее Sepracor Inc.), ставшую её дочерней компанией, базирующаяся в Мальборо, Массачусетс.
В сентябре 2016 года Sunovion приобрела Cynapsus Therapeutics за $624 млн, расширив портфель лекарств для центральной нервной системы, в частности средство от болезни Паркинсона Cynapsus APL-130277, сублингвальный препарат апоморфина.

## Деятельность

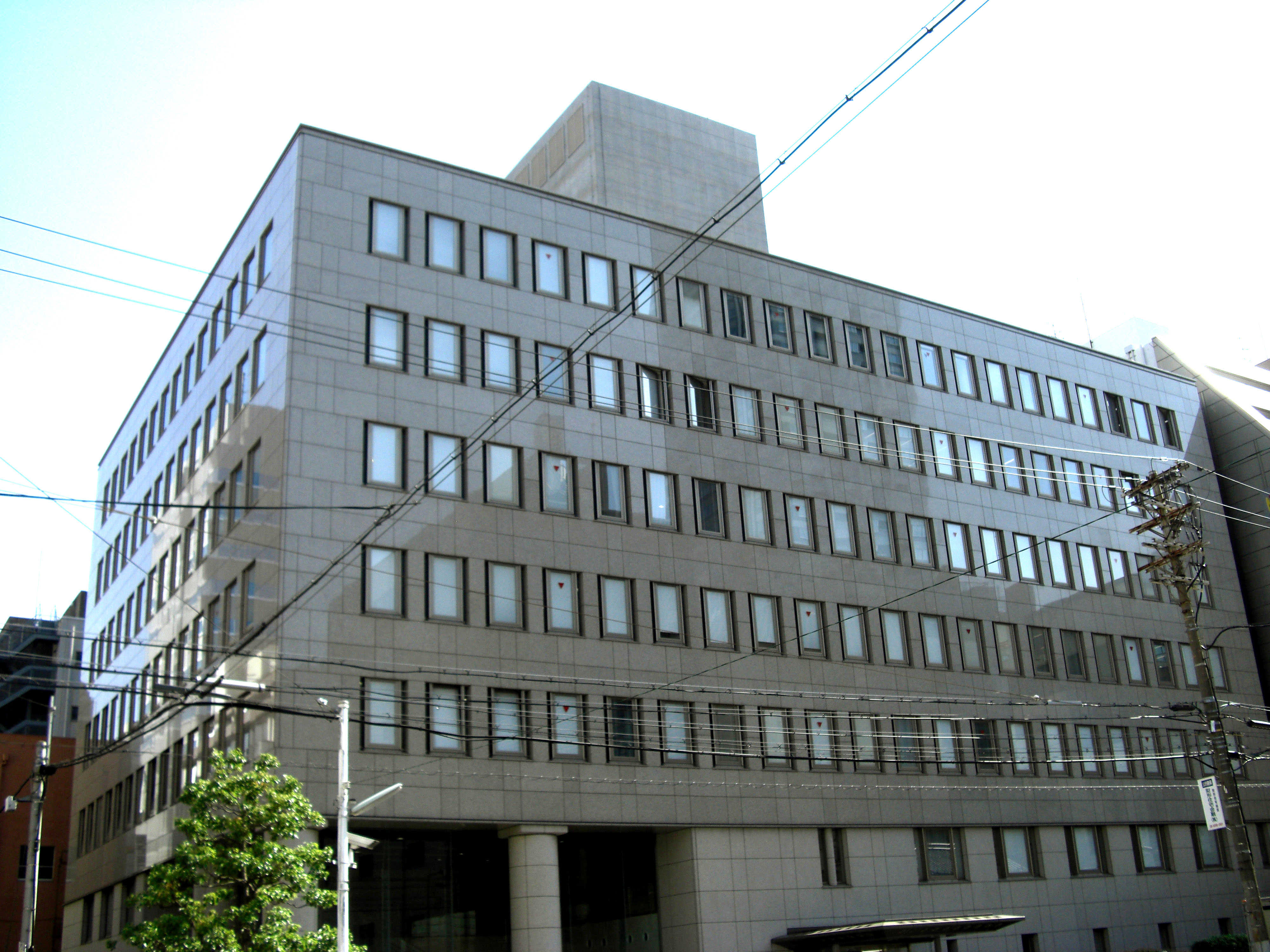
Штаб-квартира компании в Осаке

Продукция производится на 4 собственных заводах: в Судзуке, Ибараки, Оите и в префектуре Эхимэ. Также производства компании имеются в США и Китае.
Выручка компании за 2020/21 финансовый год составила 516 млрд иен, из них 275 млрд иен пришлось на США, 152 млрд иен — на Японию, 28 млрд иен — на Китай.

## Дочерние компании
Основные дочерние компании по состоянию на 2021 год:
- Sumitomo Dainippon Pharma America, Inc. (США)
- Sunovion Pharmaceuticals Inc. (США)
- Sumitomo Dainippon Pharma Oncology, Inc. (США)
- Sumitovant Biopharma Ltd. (Великобритания)
- Myovant Sciences Ltd. (Великобритания, 53 %)
- Urovant Sciences Ltd. (Великобритания)
- Enzyvant Therapeutics Ltd. (Великобритания)
- Altavant Sciences Ltd. (Великобритания)
- Spirovant Sciences Ltd. (Бермудские острова)
- Sumitomo Pharmaceuticals (Suzhou) Co., Ltd. (КНР)
- DS Pharma Animal Health Co., Ltd. (Япония)
- DSP Gokyo Food & Chemical Co., Ltd. (Япония)
- DS Pharma Promo Co., Ltd. (Япония)